# Love and Suicide
Pour plus de détails, voir Fiche technique et Distribution.
Love and Suicide est un film dramatique lesbien américain de Mia Salsi sorti en 2006, inspiré d'une histoire vraie.

## Synopsis
Kaye vient de quitter Atlanta avec sa mère et son petit frère après le décès de son père. Elle emménage à La Nouvelle-Orléans et, au lycée, fait la connaissance de la jeune Emily, une étudiante peu assidue.
Une amitié forte et profonde lie rapidement les deux jeunes filles. Mais au-delà de cette réalité, elles découvrent bientôt qu'elles sont amoureuses l'une de l'autre. Malheureusement ce désir et ce plaisir se retrouvent confrontés aux insultes des autres lycéens et à l'attitude blessante de leurs mères respectives.

## Distribution
- Sarah Reardon : Emily Segreto
- Stella Johnson : Kaye Canon
- Cole Blackburn : Chuck
- Peter Boggia : David
- Tai Cambre : Brandy
- Jen Christensen : Dana
- Judy Henderson : Susan
- Ryan Miley : Rick
- Jessie Terrebonne : Sarah
- Greg Williamson : Peter

## Fiche technique
- Réalisation : Mia Salsi
- Scénario : Mia Salsi, Mimi Loftus
- Musique : Ani DiFranco, Alex McMurray, Whitney McCray
- Pays :  États-Unis
- Durée : 98 minutes